# 川之江東ジャンクション
川之江東ジャンクション（かわのえひがしジャンクション）は、愛媛県四国中央市柴生町にある高知自動車道と徳島自動車道を接続するジャンクションである。側道に四国高速道クロス地点の記念碑がある。

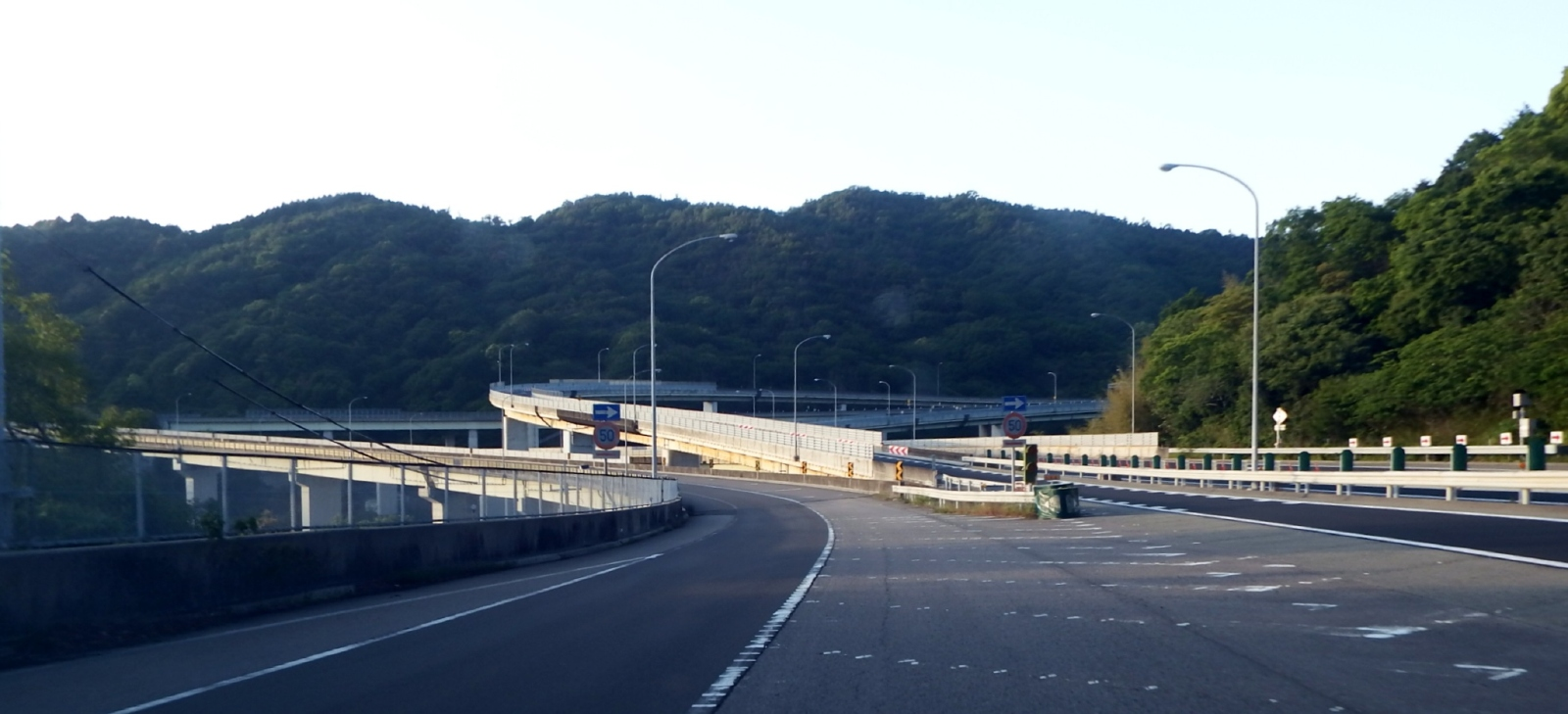
高知方面からの上り

## 概要
当ジャンクションで徳島県方面と高知県方面の接続をするが、隣の川之江JCTでは愛媛県と香川県方面への接続をする。川之江JCTと合わせて四国地方で交通の分岐点となる重要な役割を果たしている。高知自動車道川之江JCT方面と徳島自動車道井川池田IC方面を結ぶ車線が本線状に直進し、高知自動車道の高知方面への車線がランプウェイとして分岐する形になっている。

## 接続する道路
- E32 高知自動車道
- E32 徳島自動車道

## 隣
E32 高知自動車道
(6) 川之江JCT - (7) 川之江東JCT - (8) 新宮IC
E32 徳島自動車道
(6) 井川池田IC - 池田PA - (7) 川之江東JCT

## ギャラリー

四国高速道クロス地点記念碑
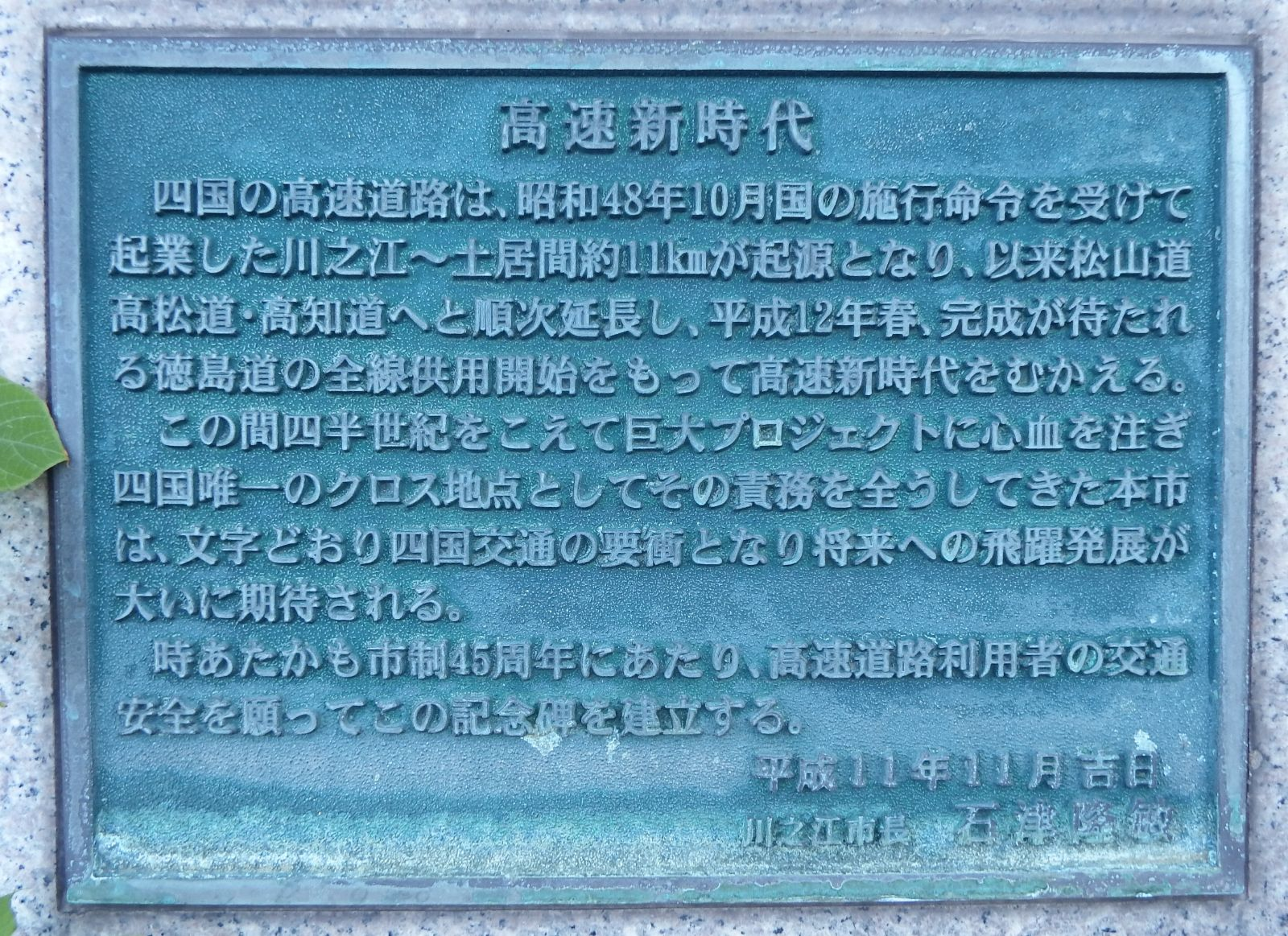
四国高速道クロス地点記念碑の説明プレート